# Lida (Nevada)
Lida é uma cidade fantasma no condado de Esmeralda, estado do Nevada , nos Estados Unidos. Fica próxima da fronteira com o estado da Califórnia. Fica localizada na State Route 266 a norte da Montanha Magruder.
Lida foi criada em 1872, quando prospetores descobriram nas redondezas prata e foi prosperando graças às minas, com serviço de correios e vários tipos de serviços e lojas. Como outras cidades mineiras do condado de Esmeralda, a sua população rapidamente declinou quando as minas se esgotaram. Lida é atualmente uma cidade fantasma  e é propriedade privada. Ainda tem uma população residual, mas sem nenhum serviço público ou privado.

## Imagens

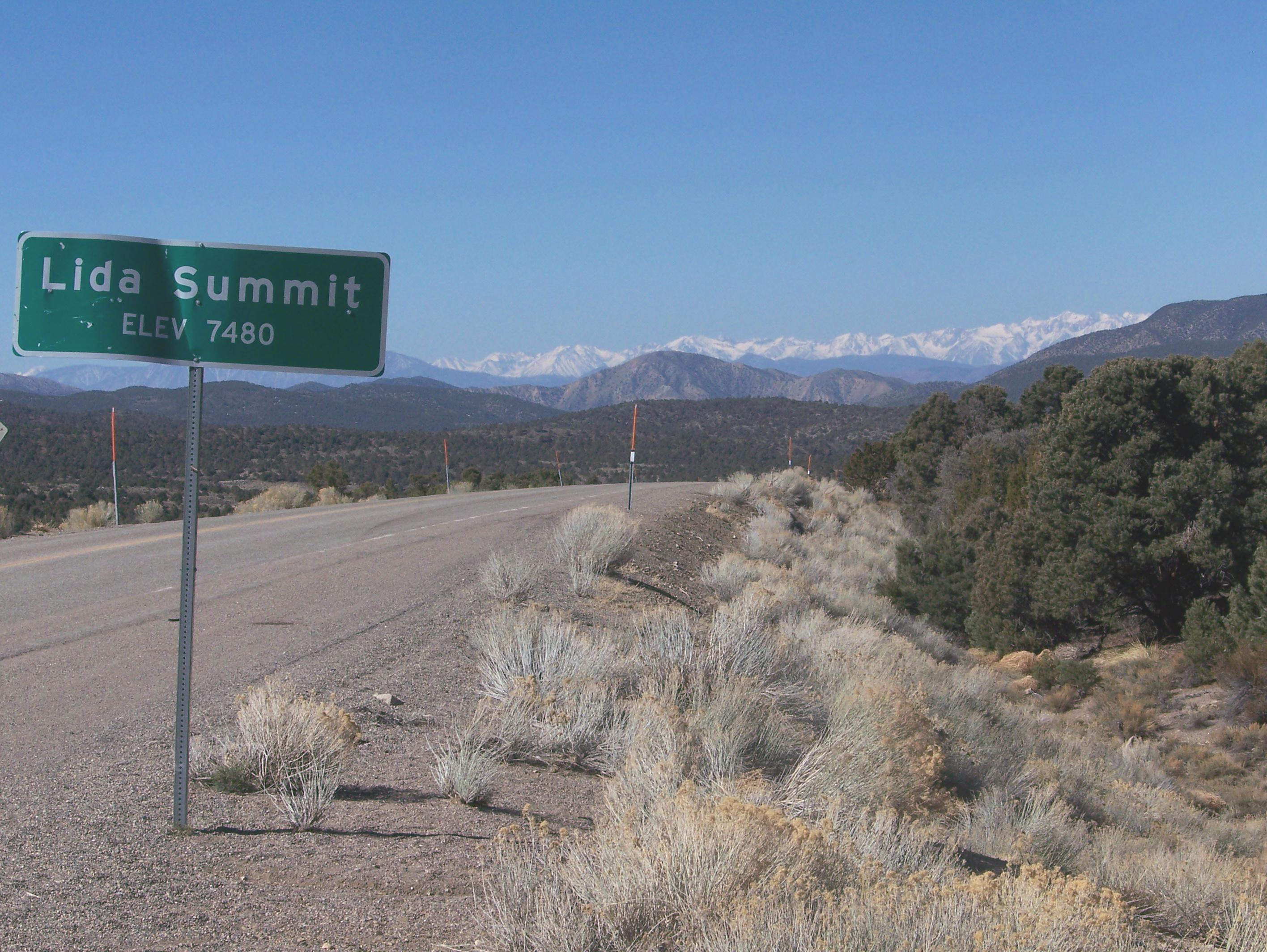
Lida Summit, vista leste para a Sierra Nevada
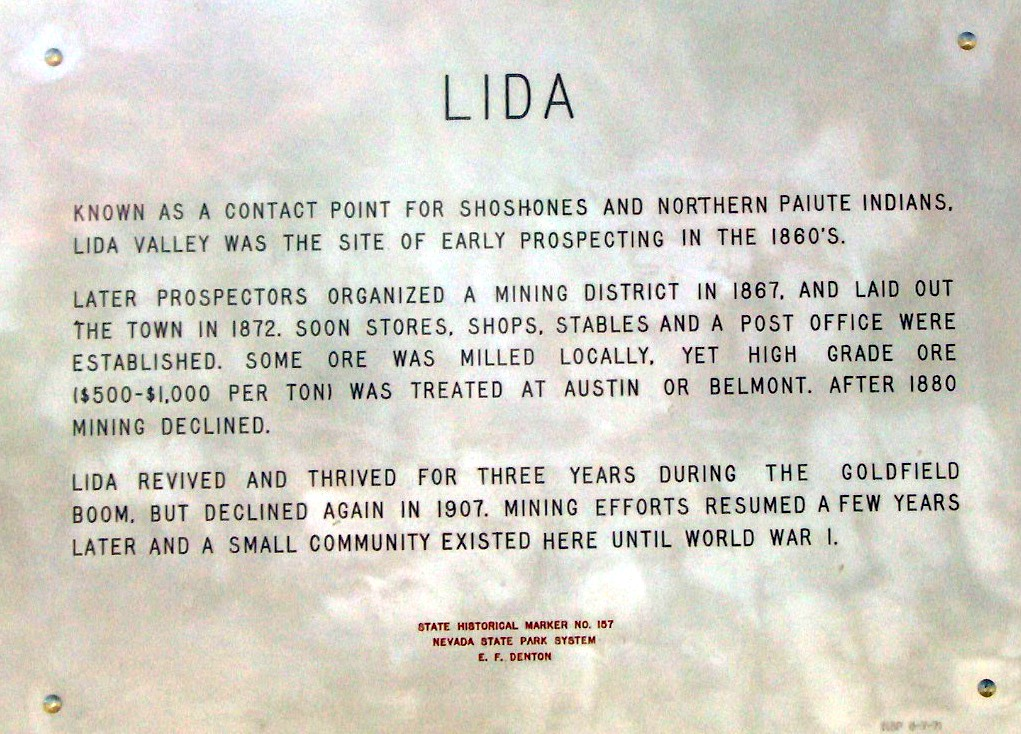
Placa na cidade
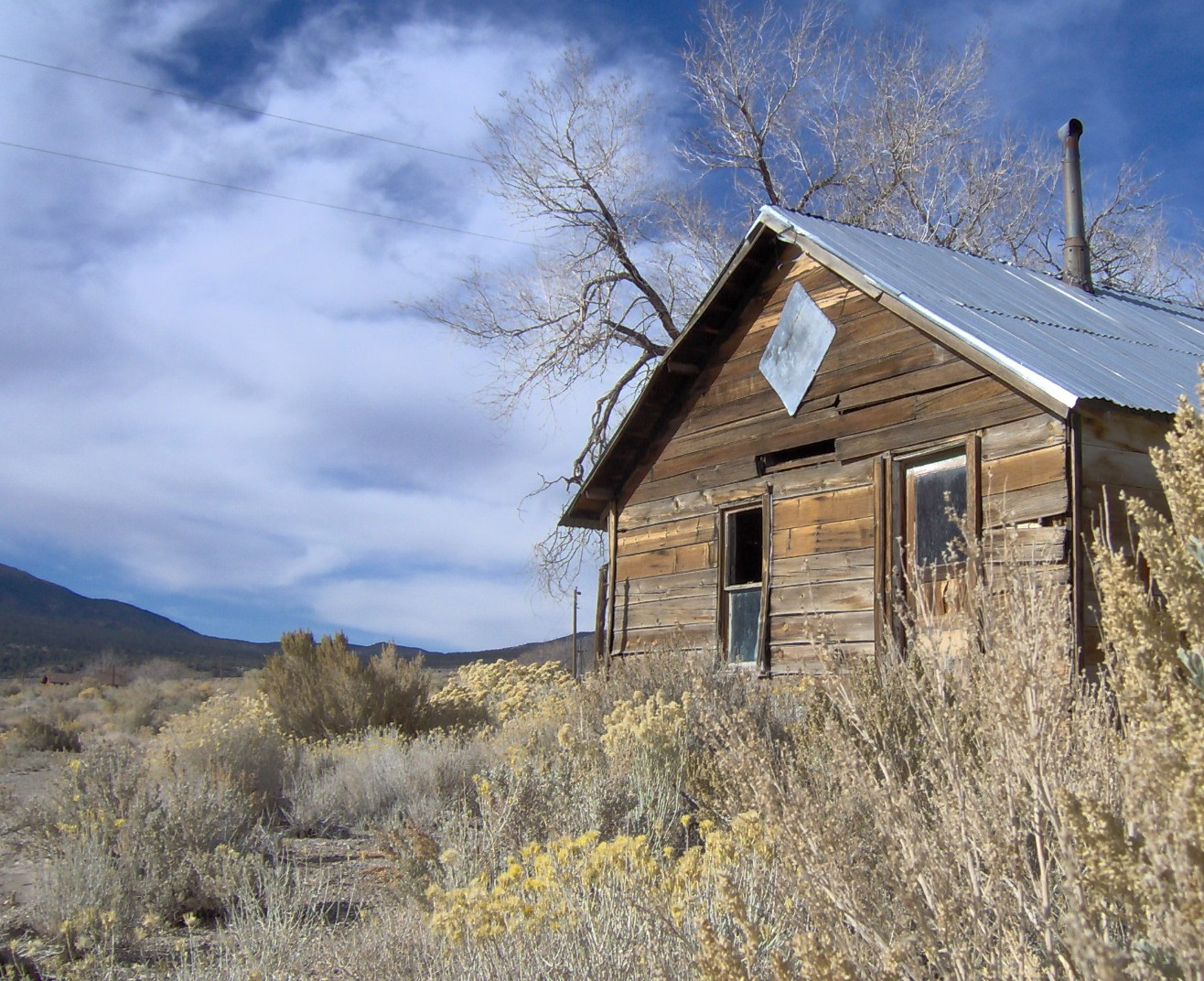
Casa abandonada em Lida